# Actos preparatorios punibles (España)
Los actos preparatorios punibles, para el Derecho penal español, son aquellas conductas que realiza el autor de un delito con anterioridad a su ejecución, fase esta del iter criminis en la que se produce su efectiva realización. 
Se distingue entre actos preparatorios y tentativa, precisamente porque en el caso de la tentativa se ha iniciado ya la fase de ejecución del delito. Así, los actos preparatorios se llevan a cabo en una fase previa al inicio de la ejecución del delito pero no todos ellos dan lugar, en el ordenamiento jurídico español, a la imposición de una consecuencia jurídico-penal, sino sólo aquellos que suponen una peligrosidad objetiva. 
Por ello, se distingue entre actos preparatorios impunes y punibles, estando estos últimos regulados específicamente en los artículos 17 y 18 del Código Penal de España (CP), que se refieren a la conspiración, proposición y provocación para delinquir y que son también conocidos como formas de participación intentadas.

## Tipos

### Conspiración
La conspiración, recogida en el Art. 17.1 CP, se da cuando uno, dos o más sujetos deciden realizar un tipo delictivo, y llevan a cabo su ejecución de manera efectiva. La doctrina ha establecido que este delito exige que los sujetos activos, los conspiradores, decidan todos ellos la efectiva realización de la conducta con firmeza, aunque existen corrientes doctrinales que no exigen la participación del sujeto activo como coautor del delito, sino simplemente un influjo en la decisión de la resolución criminal en los demás.

### Proposición
La proposición, regulada en el Art. 17.2 CP, supone que el sujeto activo, el proponente, que ha resuelto la comisión de un delito, invite a otro a ejecutar el mismo. Este tipo penal no requiere que el proponente realice materialmente la ejecución de la conducta, por lo que cabe calificar como proposición la inducción intentada, que se produce cuando el inducido desiste voluntariamente de la realización del delito, o cuando sencillamente la inducción no ha conseguido hacer surgir en el inducido la resolución de realizar el tipo penal.

### Provocación
La provocación se establece en el Art. 18 CP, el cual indica, que se considerarán como tal las conductas dirigidas a incitar a través de imprenta, radiodifusión, o cualquier otro medio de eficacia semejante, la perpetración de un delito. Así, este tipo penal exige, a diferencia de la proposición, que vaya dirigida a una pluralidad de personas indeterminadas y que ésta se haga efectiva a través de los medios expuestos, u otros de eficacia semejante.La apología solo será delictiva como forma de provocación y si por su naturaleza y circunstancias constituye una incitación directa a cometer un delito

## Corrientes doctrinales
Sobre la punibilidad de estas conductas existen varias corrientes doctrinales criticables según Santiago Mir Puig:
En primer lugar, las teorías objetivas consideran que la fundamentación de su castigo es la puesta en peligro del bien jurídico protegido teniendo en cuenta la cercanía lesiva del mismo, lo cual lleva a la impunidad de actos preparatorios objetivamente lejanos a la ejecución material del tipo, así como la menor intensidad de punición de la tentativa.
Las teorías subjetivas se centran en la intención de los sujetos, que debe ser contraria a Derecho, esto es, una voluntad antijurídica que debe ser expresada, dando menos importancia a la efectiva lesión del bien jurídico. Así, siguiendo esta teoría, encontramos dificultad para castigar con diferente intensidad la consumación y la tentativa, en tanto la lesión del bien jurídico se desplaza a un plano secundario, en favor de la intencionalidad de los sujetos, lo cual a su vez supone un amplio margen de punibilidad de actos preparatorios.
Por último las teorías mixtas, consideran que ante estos casos debe cobrar importancia tanto las circunstancias objetivas como las subjetivas, siendo el objeto de la punibilidad la voluntad de los sujetos pero empleando como fundamento de la pena  “la conmoción de la seguridad de la colectividad”, es decir, la alarma social, de manera que sólo resultarán punibles aquellos actos preparatorios que provoquen esa conmoción social objetivamente delimitada, lo cual incidirá también en la calificación de la tentativa.

## Código Penal vigente
La conspiración, proposición y provocación constituyen actos preparatorios punibles en el ordenamiento jurídico español, es decir, que ante su realización se impondrá una pena como consecuencia jurídica. En el Derecho Penal español se ha optado por la aplicación de la teoría objetiva ya que, en primer lugar, rige el principio de impunibilidad de los actos preparatorios, siendo únicamente castigables aquellos que demuestren una peligrosidad objetiva para el bien jurídico y que además, ésta se debe de manifestar a través de ciertas actuaciones dirigidas a la realización del delito, teniendo en cuenta, desde luego, la voluntad del sujeto. 
El fundamento de su punibilidad es la especial gravedad y peligrosidad que proyectan estas conductas, aunque sólo se castigarán en relación con determinados delitos expresamente previstos en la Ley, como por ejemplo el Art. 141 CP, que contempla la conspiración, proposición o provocación en relación con el homicidio y al asesinato; el Art. 151 CP, referido a las lesiones o el Art. 477 CP que hace referencia al delito de rebelión. Se configuran por tanto, como delitos dependientes, esto es, que deben ir referidos a otro tipo penal y se rigen por el principio de accesoriedad limitada en la participación, el cual dispone que la participación se debe considerar como un hecho accesorio a la conducta del autor, pero que ha de ir vinculado a él. La pena será inferior en uno o dos grados, atendiendo a las circunstancias del caso, a la pena establecida para el delito al que van referidos.